# Nati nel 1648
| Questa pagina contiene informazioni ricavate automaticamente dalle voci biografiche con l'ausilio del template Bio e di un bot. L'aggiornamento è periodico e automatico e ricostruisce completamente la pagina. Se manca una persona in questa lista, sei pregato di non aggiungerla, ma accertati piuttosto che la sua voce biografica contenga il template Bio e che i dati anagrafici siano correttamente compilati. Se il template Bio manca, inseriscilo tu stesso o, in alternativa, metti l'avviso {{tmp\|Bio}} che ne segnala la mancanza. Se i dati riportati sono sbagliati, correggi direttamente la voce biografica; le modifiche saranno visibili in questa lista entro pochi giorni. Per chiarimenti vedi il progetto biografie. La lista contiene solo le 85 persone che sono citate nell'enciclopedia e per le quali è stato implementato correttamente il template Bio. Pagina aggiornata al 16 nov 2024. |

## Gennaio(1)
- 4 gennaio - Baldassarre Cenci, cardinale e arcivescovo cattolico italiano († 1709)

## Febbraio(2)
- 14 febbraio - Francesco Ramírez, arcivescovo cattolico spagnolo († 1715)
- 23 febbraio - Arabella Churchill,  inglese († 1730)

## Marzo(5)
- 1º marzo - Giuseppe Del Papa, medico italiano († 1735)
- 5 marzo - Nicola Partenio Giannettasio, gesuita e poeta italiano († 1715)
- 13 marzo - Anna del Palatinato, principessa († 1723)
- 24 marzo - Giuseppe Bondola, vescovo cattolico italiano († 1713)
- 31 marzo - Sebastiaen van Aken, pittore fiammingo († 1722)

## Aprile(8)
- 2 aprile - Cornelis Huysmans, pittore tedesco († 1727)
- 4 aprile - Grinling Gibbons, scultore inglese († 1721)
- 5 aprile - Marcantonio Franceschini, pittore italiano († 1729)
- 8 aprile - Carlo di Lorena, conte di Marsan, nobile francese († 1708)
- 9 aprile - Henri de Massue, militare britannico († 1720)
- 13 aprile - Jeanne Guyon, mistica francese († 1717)
- 26 aprile - Pietro II del Portogallo, re portoghese († 1706)
- 26 aprile - Nicolas de Lamoignon de Bâville, magistrato francese († 1724)

## Maggio(5)
- 3 maggio - Humphrey Prideaux, teologo britannico († 1724)
- 14 maggio - René de Froulay de Tessé, militare e diplomatico francese († 1725)
- 15 maggio - Guglielmo d'Assia-Rotenburg, nobile († 1725)
- 15 maggio - Bartolomeo Bimbi, pittore italiano († 1729)
- 24 maggio - Alberto di Sassonia-Coburgo, nobile († 1699)

## Giugno(3)
- 9 giugno - Giuseppe Vallemani, cardinale e arcivescovo cattolico italiano († 1725)
- 13 giugno - Ludovico David, pittore svizzero
- 24 giugno - Giovanni Battista Pamphili, II principe di San Martino al Cimino e Valmontone, principe italiano († 1709)

## Luglio(2)
- 2 luglio - Arp Schnitger, organaro tedesco († 1719)
- 21 luglio - John Graham, I visconte Dundee, militare, politico e nobile scozzese († 1689)

## Agosto(8)
- 3 agosto - William Fermor, I barone Leominster, nobile e politico inglese († 1711)
- 9 agosto - Johann Michael Bach, musicista tedesco († 1694)
- 14 agosto - Alfonso Enrico di Lorena, nobile francese († 1718)
- 21 agosto - Giuseppe Zatrillas, poeta e politico italiano († 1720)
- 22 agosto - Gerard Hoet, pittore, disegnatore e scrittore olandese († 1733)
- 28 agosto - Ferdinando II Gonzaga, nobile italiano († 1723)
- 28 agosto - Luigi II d'Este, nobile italiano († 1698)
- 30 agosto - Jean-Baptiste Morvan de Bellegarde, presbitero, scrittore e traduttore francese († 1734)

## Settembre(6)
- 2 settembre - Maddalena Sibilla di Sassonia-Weissenfels, principessa († 1681)
- 22 settembre - Gasparo Cavalieri, cardinale e arcivescovo cattolico italiano († 1690)
- 22 settembre - Giovanni Battista Fassola, scrittore e storico italiano († 1713)
- 24 settembre - Louis-Armand Champion de Cicé, missionario e vescovo cattolico francese († 1727)
- 27 settembre - Michelangelo Tamburini, gesuita italiano († 1730)
- 29 settembre - Michelangelo Garove, architetto, ingegnere e urbanista italiano († 1713)

## Ottobre(4)
- 3 ottobre - Elisabeth Sophie Chéron, pittrice, poetessa e musicista francese († 1711)
- 13 ottobre - Francesca Maddalena d'Orléans, nobile francese († 1664)
- 14 ottobre - Giorgio Clerici, III marchese di Cavenago, nobile e politico italiano († 1736)
- 19 ottobre - Domenico Viva, gesuita e teologo italiano († 1726)

## Novembre(6)
- 11 novembre - Francesco Maria Casini, cardinale italiano († 1719)
- 12 novembre - Hector de Callière, funzionario francese († 1703)
- 12 novembre - Juana Inés de la Cruz, religiosa e poetessa messicana († 1695)
- 15 novembre - Juan María de Salvatierra, religioso e missionario italiano († 1717)
- 27 novembre - Petrus Codde, arcivescovo cattolico e teologo olandese († 1710)
- 29 novembre - Charles César Baudelot de Dairval, antiquario francese († 1722)

## Dicembre(4)
- 5 dicembre - Charles François d'Angennes, corsaro, nobile e funzionario francese († 1691)
- 7 dicembre - Giovanni Maria Capelli, compositore italiano († 1726)
- 15 dicembre - Gregory King, genealogista e statistico britannico († 1712)
- 20 dicembre - Tommaso Ceva, gesuita, poeta e matematico italiano († 1737)

## Senza giorno specificato(31)
- Johannes Bronkhorst, incisore, pittore e disegnatore olandese († 1727)
- Gaspard Abeille, poeta, drammaturgo e abate francese († 1718)
- Giovanni Raffaele Badaracco, pittore italiano († 1726)
- Jean Bernanos, pirata francese († 1695)
- Giovanni Ambrogio Besozzi, pittore italiano († 1706)
- Basilio Brollo, religioso, missionario e sinologo italiano († 1704)
- Maurizio Francesco Bruno, pittore italiano († 1726)
- Antonio Carabelli, scultore svizzero († 1694)
- James Cecil, III conte di Salisbury, nobile e politico britannico († 1683)
- Demetrio Degni, tipografo e incisore italiano († 1740)
- James Drummond, I duca di Perth, nobile e politico scozzese († 1716)
- Louis Ferdinand Elle il giovane, pittore francese († 1717)
- Giovanni Francesco Gemelli Careri, giurista e avventuriero italiano († 1724)
- Arcangelo Guglielmelli, architetto, ingegnere e pittore italiano († 1723)
- Arthur Herbert, I conte di Torrington, militare inglese († 1716)
- Kǒng Shàngrèn, poeta, storico e drammaturgo cinese († 1718)
- Antonio Lante Montefeltro della Rovere, II duca di Bomarzo, nobile italiano († 1716)
- Edward Lloyd, imprenditore britannico († 1713)
- Hieronim Augustyn Lubomirski, condottiero polacco († 1706)
- Jean Mauger, medaglista francese († 1722)
- Solimano di Persia,  persiano († 1694)
- Girolamo Negri, pittore italiano
- Francesco Maria Nigrisoli, medico italiano († 1727)
- Lorenzo Ottoni, scultore italiano († 1736)
- Giovanni Pietro Perti, scultore e architetto italiano († 1714)
- Charles Rivière, scrittore e drammaturgo francese († 1724)
- Paul Strudel, pittore e scultore austriaco († 1708)
- Claude-Frédéric t'Serclaes van Tilly, generale olandese († 1723)
- Thomas Wharton, I marchese di Wharton, nobile e politico inglese († 1715)
- Anne de Rohan-Chabot, nobile francese († 1709)
- Devlet II Giray († 1718)